# Orde van Abdoel Aziz al Saoed

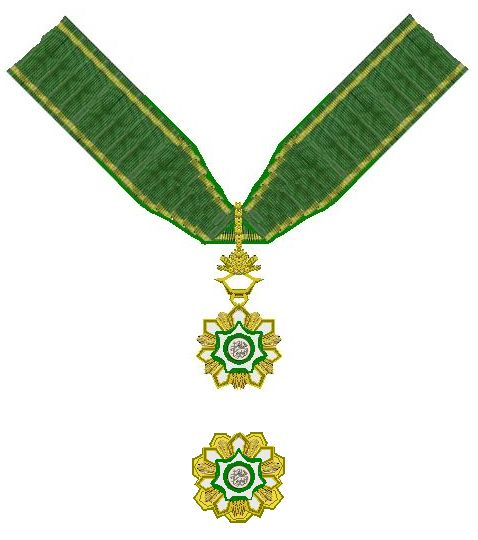
Tweede Klasse

De orde van Abdulazziz al Saoed is een Saoedi-Arabische ridderorde. Deze ridderorde, de tweede van het koninkrijk, werd genoemd naar de eerste koning uit het Huis van Saoed, Abdoel Aziz al Saoed die tot 1953 regeerde.

## Geschiedenis
In 1971 liet de Ministerraad van Saoedi-Arabië in een decreet bekendmaken dat er een ridderorde zou worden gesticht. Als eerste werd de Grote Keten van Badr ingesteld. De Saoedische koning, de Fons honorum bij het instellen van deze orde, bevestigde dat in een Koninklijk Decreet. In 1976 volgde de Orde van Abdoel Aziz al Saoed.

## De Keten van Abdoel Aziz al Saoed
De keten van deze orde wordt beschouwd als een aparte ridderorde, men kan haar ook zien als een Bijzondere Klasse voor staatshoofden en de hoogste graad in de Orde van Abdulazziz al Saoed. Omdat de gouden keten van Badr is versierd met het credo "LA ALLAH ILLAH LALLAH WA MUHAMMASRASUL ALLAH" wordt de keten alleen aan staatshoofden die de islam aanhangen verleend.
De keten van de Orde van Abdulazziz al Saoed wordt ook aan christelijke, boeddhistische, shintoïstische en niet-religieuze staatshoofden toegekend.
Een keten past beter bij de wijde gewaden van de Arabieren dan de Europese onderscheidingen die voor Europese kleding zijn gemaakt en met die kleding zijn geëvolueerd. De keten bestaat uit eenenveertig fijn bewerkte langwerpige schakels van filigrein goud en op de voorzijde komt de keten bijeen in een groot Saoedi-Arabisch wapen met de twee palmen en de gekruiste zwaarden.
Aan de gouden keten hangt een verguld zilveren kleinood in de vorm van zevenpuntige, gedeeltelijk groen geëmailleerde ster met een wit medaillon waarop in Arabische letters "FAISAL BIN ABDUL AZIZ" is geschreven. Op de groene ring rond het medaillon staat "PIONIER VAN DE ISLAMITISCHE SOLIDARITEIT".

## De Orde van Abdoel Aziz al Saoed
De Orde van Abdoel Aziz al Saoed werd ingesteld om verdiensten voor het koninkrijk te honoreren. De ministerraad doet voordrachten maar de koning kan zelf vreemdelingen decoreren wanneer hij dat passend vindt. Saoedi's worden altijd in de vierde graad in de orde opgenomen en zij kunnen daarna worden bevorderd. Voor ministers en decoraties vanwege dapperheid geldt die regel niet.
De statuten bepalen dat er ieder jaar slechts een beperkt aantal benoemingen mag geschieden. Men benoemt 20 grootlinten in de "voorname klasse" en 40, 60, 80 en 100 leden in de eerste tot en met vierde graden.

### Graden
- Grootlint in de Voorname Klasse, vergelijkbaar met Grootofficier

Men draagt een acht centimeter hoog kleinood aan lint om de hals en een even grote gouden ster op de linkerborst.
- Eerste Klasse, vergelijkbaar met Commandeur der Eerste Klasse

Men draagt een zes centimeter hoog kleinood aan lint om de hals en een even grote zilveren ster op de linkerborst.
- Tweede Klasse, vergelijkbaar met Commandeur

Men draagt een zes centimeter hoog kleinood aan lint om de hals.
- Derde Klasse, vergelijkbaar met Officier

Men draagt een 41 millimeter hoog kleinood aan een lint met rozet op de linkerborst.
- Vierde Klasse, vergelijkbaar met Ridder

Men draagt een 41 millimeter hoog ongeëmailleerd kleinood aan een lint op de linkerborst.
Tot zover de beschrijving van de versierselen door Guy Stair Sainty. In het boek staan afbeeldingen van een groen grootlint met twee gele strepen en een geel grootlint met twee groene strepen met de ondertitel ""Grand Cordon". Dat weerspreekt de gedrukte tekst en suggereert dat er twee grootlinten zijn. De orthodoxe Saoedische heersers vermijden begrippen als "kruis" en "ridder".

## Decoranti
- Hosni Moebarak
- Mohammed VI van Marokko, (Keten)

## Voetnoten
Grote Keten van Badr ·
Keten van Abdoel Aziz al Saoed ·
Orde van Abdoel Aziz al Saoed ·
Grootlint in de Orde van Koning Faisal ·
Orde van Koning Faisal

Zie ook: Ridderorden in Saoedi-Arabië